# Кубок світу з біатлону 2017—2018, естафета, чоловіки
Змагання заліку чоловічих естафет у програмі Кубку світу з біатлону 2017—2018 розпочалися 10 грудня 2017 року на другому етапі в австрійському Гохфільцені  й завершаться на восьмому етапі в Осло-Голменколлені. За підсумками сезону 2016—2017 свій титул найкращої естафетної команди відстоюватиме збірна Росії.

## Формат
В естафеті від кожної команди змагаються чотири біатлоністи, кожен з яких пробігає три кола загальною довжиною 7,5 км, виконуючи дві стрільби з положення лежачи й стоячи. На кожній стрільбі біатлоніст повинен влучити в п'ять мішеней. Для цього він має 8 патронів, але спочатку в магазині тільки п'ять, додаткові патрони спортсмен повинен заряджати по одному. За кожну нерозбиту мішень біатлоніст повинен пробігти штрафне коло завдовжки 150 м. Гонка проводиться із загальним стартом. Першу стрільбу першого етапу біатлоністи повинні виконувати на установках, визначених їхнім стартовим номером. Надалі біатлоністи виконують стрільбу з установки, яка відповідає поточному місцю в гонці.

## Призери попереднього сезону
| Медаль  | Країна    | Очки |
| ------- | --------- | ---- |
| Золото: | Росія     | 259  |
| Срібло: | Франція   | 242  |
| Бронза: | Німеччина | 237  |

## Переможці та призери етапів
| Етап:        | Золото:                                                                                | Час                                                       | Срібло:                                                               | Час                                                       | Бронза:                                                                             | Час                                                       |
| Гохфільцен   | Норвегія Уле-Ейнар Б'єрндален Генрік л'Аббе-Лунд Ерленд Б'єнтегор Ларс-Гегле Біркеланд | 1:21:21.8 (0+2) (0+0) (0+0) (0+3) (0+2) (0+1) (0+0) (0+1) | Німеччина Ерік Лессер Бенедикт Долль Арнд Пайффер Зімон Шемпп         | 1:23:16.7 (0+0) (0+3) (0+0) (0+3) (0+2) (0+3) (0+3) (0+3) | Франція Жан-Гійом Беатрікс Сімон Детьє Емільєн Жаклен Кантен Фійон Майє             | 1:23:55.8 (0+0) (2+3) (0+2) (0+2) (0+0) (0+3) (0+0) (1+3) |
| Обергоф      | Швеція Мартін Понсілуома Єспер Нелін Себастьян Самуельссон Фредрік Ліндстрем           | 1:19:44.1 (0+1) (0+1) (0+2) (0+0) (0+1) (1+3) (0+0) (0+1) | Італія Томас Бормоліні Лукас Гофер Домінік Віндіш Тьєррі Кеналь       | 1:20:54.9 (0+1) (1+3) (0+3) (0+1) (0+0) (0+0) (0+0) (1+3) | Норвегія Ветле Шостад Крістіансен Генрік л'Абе-Лунн Ларс Гельге Біркеланн Тар'єй Бо | 1:21:48.7 (0+0) (0+1) (2+3) (0+2) (1+3) (0+1) (0+2) (0+2) |
| Рупольдінг   | Норвегія Ларс Гельге Біркеланн Тар'єй Бо Еміль Гегле Свендсен Йоганнес Тінгнес Бо      | 1:13:11.1 (0+1) (0+0) (0+3) (0+0) (0+0) (0+1) (0+0) (0+2) | Франція Сімон Детьє Кантен Фійон Майє Мартен Фуркад Антонен Ґіґонна   | 1:13:36.0 (0+2) (0+1) (0+2) (0+0) (0+0) (0+0) (0+1) (0+0) | Росія Олексій Волков Максим Цвєтков Антон Бабіков Антон Шипулін                     | 1:14:04.5 (0+0) (0+1) (0+2) (0+0) (0+0) (0+0) (0+0) (0+1) |
| Голменколлен | Норвегія Ларс Гельге Біркеланн Генрік л'Абе-Лунд Тар'єй Бо Йоганнес Тінгнес Бо         | 1:13:13.7 (0+0) (0+0) (0+2) (0+0) (0+1) (0+0) (0+0) (0+0) | Австрія Домінік Ландертінгер Фелікс Лайтнер Зімон Едер Юліан Ебергард | +50.3 (0+0) (0+2) (0+1) (0+1) (0+0) (0+1) (0+0) (0+0)     | Росія Максим Цвєтков Антон Бабіков Дмитро Малишко Антон Шипулін                     | +56.9 (0+0) (0+1) (0+2) (0+0) (0+0) (0+1) (0+0) (0+1)     |

## Нарахування очок
| Місце | 1  | 2  | 3  | 4  | 5  | 6  | 7  | 8  | 9  | 10 | 11 | 12 | 13 | 14 | 15 | 16 | 17 | 18 | 19 | 20 | 21 | 22 | 23 | 24 | 25 | 26 | 27 | 28 | 29 | 30 | 31 | 32 | 33 | 34 | 35 | 36 | 37 | 38 | 39 | 40 |
| ----- | -- | -- | -- | -- | -- | -- | -- | -- | -- | -- | -- | -- | -- | -- | -- | -- | -- | -- | -- | -- | -- | -- | -- | -- | -- | -- | -- | -- | -- | -- | -- | -- | -- | -- | -- | -- | -- | -- | -- | -- |
| Очки  | 60 | 54 | 48 | 43 | 40 | 38 | 36 | 34 | 32 | 31 | 30 | 29 | 28 | 27 | 26 | 25 | 24 | 23 | 22 | 21 | 20 | 19 | 18 | 17 | 16 | 15 | 14 | 13 | 12 | 11 | 10 | 9  | 8  | 7  | 6  | 5  | 4  | 3  | 2  | 1  |

## Підсумкова таблиця
| #  | Команда        | ГОХ | ОБЕ | РУП | ГОЛ | Разом |
| -- | -------------- | --- | --- | --- | --- | ----- |
| 1  | Норвегія       | 60  | 48  | 60  | 60  | 228   |
| 2  | Швеція         | 43  | 60  | 38  | 43  | 184   |
| 3  | Франція        | 48  | 40  | 54  | 38  | 180   |
| 4  | Німеччина      | 54  | 38  | 43  | 40  | 175   |
| 5  | Росія          | 34  | 43  | 48  | 48  | 173   |
| 6  | Італія         | 40  | 54  | 36  | 30  | 130   |
| 7  | Австрія        | 22  | 32  | 40  | 54  | 148   |
| 8  | Швейцарія      | 36  | 36  | 28  | 28  | 128   |
| 9  | Україна        | 38  | 30  | 26  | 29  | 123   |
| 10 | Словенія       | 27  | 29  | 31  | 32  | 119   |
| 11 | Болгарія       | 30  | 34  | 32  | 22  | 118   |
| 12 | Чехія          | 23  | 27  | 34  | 31  | 115   |
| 13 | Канада         | 26  | 31  | 27  | 25  | 109   |
| 14 | Естонія        | 28  | 25  | 24  | 26  | 103   |
| 15 | Фінляндія      | 29  | 21  | 20  | 27  | 97    |
| 16 | Бельгія        | 25  | 28  | 18  | 23  | 94    |
| 17 | Словаччина     | 17  | 22  | 29  | 24  | 92    |
| 18 | Білорусь       | 15  | 17  | 25  | 34  | 91    |
| 19 | Латвія         | 31  | 23  | 29  | 18  | 91    |
| 20 | Казахстан      | 16  | 26  | 30  | 19  | 91    |
| 21 | Японія         | 20  | 24  | 23  | 20  | 87    |
| 22 | США            | 32  | -   | 17  | 36  | 85    |
| 23 | Південна Корея | 21  | 21  | 16  | 26  | 74    |
| 24 | Польща         | 18  | 18  | 21  | 27  | 74    |
| 25 | Румунія        | 24  | -   | 15  | 31  | 60    |
| 26 | Литва          | 19  | 20  | 20  | -   | 59    |